# インドラ

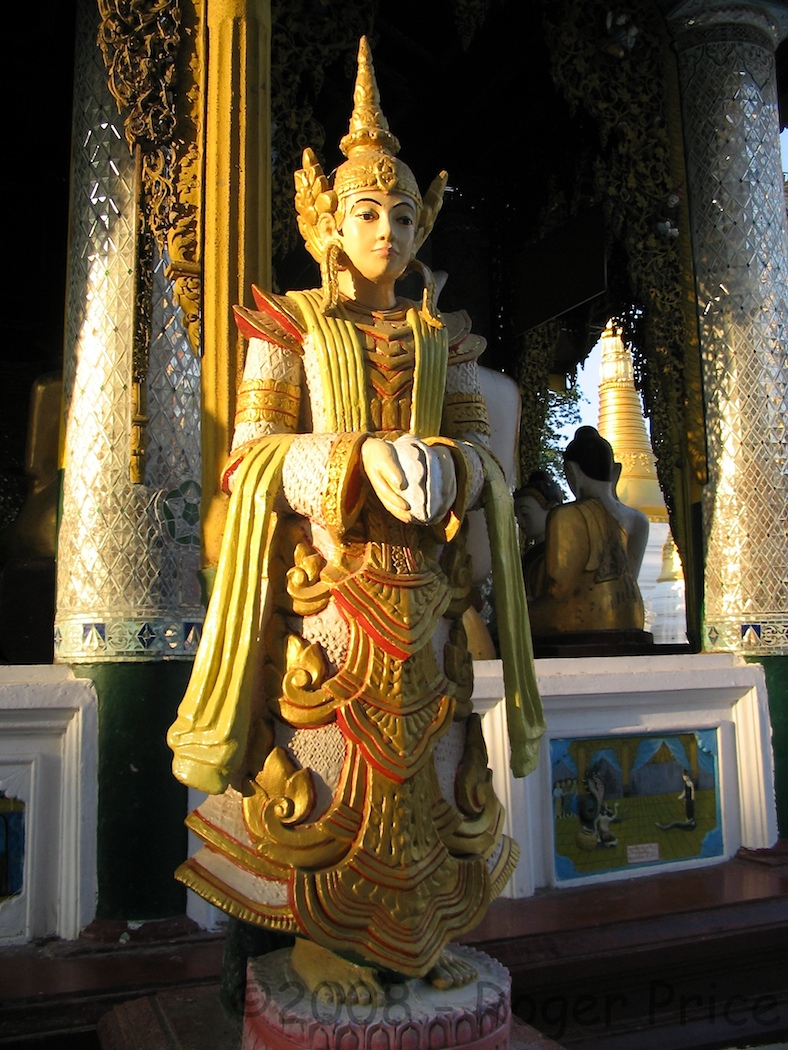
ミャンマー、タヂャーミン寺院のインドラ（サッカ）

インドラ（梵: इन्द्र、Indra）は、バラモン教、ヒンドゥー教の神の名称。省略しない名称は「サンスクリット: śakro devānām indraḥ、パーリ語: sakko devānaṃ indo」で「神々の帝王であるシャクラ」を意味する。「シャクラ（梵: śakra）」や「サッカ（巴: sakka）」とも呼ばれる。

## 概要
デーヴァ神族に属する雷霆神、天候神、軍神、英雄神である。ディヤウスとプリティヴィーの息子。
特に『リグ・ヴェーダ』においては、最も中心的な神であり、ヴァルナ、ヴァーユ、ミトラなどとともにアーディティヤ神群の一柱とされる。また、『ラーマーヤナ』には天空の神として登場する。
漢訳では、因陀羅・釋提桓因・帝釈天・天帝釈・天主帝釈・天帝・天皇などと書かれ、特に仏教における帝釈天の名で知られている。
インドラ神のルーツは古く、インド＝イラン共通時代までさかのぼる軍神であり、紀元前14世紀にヒッタイトとミタンニとの間で結ばれた条文の中に名前があることから、アーリア人の移動とともに小アジアやメソポタミアなどでも信仰されていた神であったことが確認されている。
雷霆神の性格が強く、その容姿は皮膚も髪も髭も茶褐色だとされる。ギリシア神話のゼウス、北欧神話のトール、スラヴ神話のペルーンと比較される。
彼が戦った敵は多く、人々を苦しめる凶暴にして尊大な蛇ヴリトラ、トヴァシュトリ神の生み出した3つの頭を持つ怪物ヴィシュヴァルーパや、ヴァラ（洞窟）、ナムチ、ダーナヴァ、ヴィローチャナ、マハーバリ、メーガナーダといったアスラやラークシャサと戦った。
特にヴリトラとの戦いは、アーリヤ人と異民族の戦闘、天地開闢神話、川の塞き止めや旱魃・冬の象徴であるヴリトラを打ち破ることで大地に水の恵みをもたらす現象など、様々な意味を持つという。インドラとヴリトラの戦いは、イランの『アヴェスター』におけるスラエータオナとアジ・ダハーカとの戦いに対応しているとされる。またヴィシュヴァルーパとの戦いについて、『リグ・ヴェーダ』ではインドラは神トリタ (Trita) に命じてヴィシュヴァルーパを殺害させている。トリタは、インドラが犯すはずの罪などを彼に代わって負う役割の神とも考えられている。またトリタは、『アヴェスター』で3つの頭を持つアジ・ダハーカを殺害するスリタ（Θrita/Thrita。『ヤスナ』9・10。すなわちスラエータオナ (Θraētaona/Thraetaona)）に対応している。
時代を経るとインドではデーヴァ（神々）の王とされ、イラン（ゾロアスター教）ではダエーワ（悪魔）とされた。（後述）

### 所有物
アイラーヴァタという聖獣の白象をヴァーハナに持つ。また、7つの頭を持った空を飛ぶ馬ウッチャイヒシュラヴァスもインドラのヴァーハナとされ、その御者はマータリという。
工巧神トヴァシュトリの造った雷を象徴する武器「ヴァジュラ（Vajra、金剛杵）」を持つ。『マハーバーラタ』では、自らの槍(固有名詞なし)をカルナに高潔さへの対価として与える。
インドラの都はアマーラヴァティーといい、その宮殿ヴァイジャヤンタはナンダナの園をはじめとするいくつかの庭を擁している。

### 異名
- シャクラ (Śakra) - 王、帝王[10]、能力者、強力な者[11]。[注釈 7]
- ヴリトラハン (Vṛtrahan) - 障碍（ヴリトラ）を打ち砕く者[10][注釈 8]。
- デーヴェーンドラ (Devendra) - 神々の帝王[注釈 9]。
- デーヴァラージャ (Devarāja) - 神々の王。
- ヴリシャン (Vṛṣan） - 強力な者。雄馬。雄牛。
- ヴァジュラパーニ (Vajrapāṇī) - ヴァジュラを持つ者[10]。
- スヴァルガパティ (Svargapati) - 天界の主[10]。
- パーカシャーサナ (Pākaśāsana) - 悪魔パーカを調伏する者[10]。
- 帝釈天

## バラモン教の時代
最初期の神々への讃歌集『リグ・ヴェーダ』においては、全1200編の讃歌の中でインドラに捧げる讃歌が約4分の1と最も多く、配下に暴風神マルト神群を従えて敵を倒し、アーリア人を保護する理想的な戦士として描かれており、神々の王の位置づけを与えられていた。髪や髭を含めて全身が茶褐色だとされ、神酒ソーマを好み、強大な力を発揮する武器ヴァジュラを持つとされた。
『リグ・ヴェーダ』によれば、インドラの父母は不明で、千日の間、あるいは千ヶ月または数年の間、母親の胎内に宿っていた。生まれるとすぐに、他の神々からの嫉妬を恐れた母に捨てられた。神々には見放され、更に父から敵意を向けられていた。なお、この父をトヴァシュトリだとする説がある。
インドラはトヴァシュトリ神の元で育てられたとも、父を殺したとも言われている。インドラはトヴァシュトリの家にあった、百頭の牝牛に匹敵する価値の分のソーマを飲んでしまい、トヴァシュトリの怒りを買ってしまう（そして父を殺してしまう）。その後一人旅に出て、ヴィシュヌからの友情を得るまで世界を放浪した。インドラがヴリトラ退治に挑んだのは父殺しの後の孤独だった時で、友人となったヴィシュヌがインドラを支援した。

## ヒンドゥー教の時代
リグ・ヴェーダの時代には神々の中心とも言える絶大な人気を誇ったインドラも、時代が下り、ヒンドゥー教が成立した時代になれば影が薄くなる。「雷を象徴する強力無比な英雄神」として、変わらず重要な立場にある神であることは間違いないが、神々の中心の座はシヴァやヴィシュヌなどに譲ってしまい、代わって世界を守護するローカパーラ（世界守護神）の地位に落ち着いている。
四方にそれぞれ神が配置され、インドラはその中でももっとも重要とされる東方の守護神の地位に位置づけられた。
インドラの性質はやや変容し、一部の面が強調された。例えばインドラは女性と、時には夫のある女性ともしばしば関係を持った。ある時は、アスラ神族の王から娘のシャチーを強奪し陵辱した後結ばれている。強奪婚を実行したうえ天界中を戦乱に巻き込みようやく愛を勝ち取ったにもかかわらずインドラはヴリシャーカピと男色にふけったため妻シャチー（インドラーニー）は激怒する。さらにインドラは両性具有者である。インドラはウリシャナシュヴァの妻とも呼ばれ、ウリシャナシュヴァの家族として女として住んだとされる。このためインドラは別名「メーナー」とも呼ばれる。また、ガウタマ聖仙の妻アハリヤーと関係を持った際には、1度目は全身に女性器の印を一千個も付けられる呪いを、2度目は自身の性器を奪われるという呪いをガウタマ聖仙から受けた。
インドラは敵対者にも敗北した。例えば、三界を支配したアスラ王マハーバリに敗北して天界追放の憂き目に遇い、ヴィシュヌ（ヴァーマナ）の力を借りてようやく支配権を取り戻した。ラークシャサ族ラーヴァナ王の子メーガナーダ（メガナダとも）にも負け、メーガナーダには「インドラジット」（インドラに打ち勝つものという意味）を名乗られる屈辱まで味わっている。また、インドラを含めて神々がアスラのマヒシャに敗れ天界を追放されている。この時は女神ドゥルガーがマヒシャを殺したおかげでインドラらは天界に戻った。
インドラは賢者の呪いからも逃れられなかった。例えば、偉大な仙人ドゥルヴァーサスから花輪を贈られた後、インドラが自分の象にその花輪を与えたために、インドラも他の神々もドゥルヴァーサスの呪いを受けて力を失い、ダイティヤ達に敗北して天界から追放された。インドラは、ヴィシュヌの助言に従って、神々とダイティヤ達が協力して乳海攪拌を実施することをダイティヤ達に提案した。攪拌は成功したが、神々はダイティヤ達との約束を反故にしてアムリタを独占した。そしてアムリタによって力を回復し、ダイティヤ達に勝利して天界に戻った。

## 叙事詩・プラーナ文献でのインドラ
叙事詩『マハーバーラタ』では、主人公の1人のアルジュナの父親であり前世。インドラプラスタを開拓する時に炎神とアルジュナとクリシュナの前に立ちはだかるが、炎神アグニに自分の神弓ガーンディーヴァも与え、それもやがてアグニからアルジュナに渡される。カルナがインドラから「ヴァサヴィ・シャクティ（Vasavi Shakti）」という武器を与えられ、ガトートカチャを斃した。
同じく叙事詩の『ラーマーヤナ』では、主人公ラーマが「インドラの矢」という武器を使用して敵のクンバカルナを討ちとった。
また、太古にインドラがアスラ神族を倒したとされる武器「ヴィジャヤ」によって、ラークシャサ（羅刹）の大軍を一撃で死滅させた。
『パドマ・プラーナ』によれば、「ヴリトラハン」の異名を得ることになったヴリトラ殺害では、インドラは当初、彼を恐れて戦いを避けた。インドラは神々の世界の半分を分け与えることを条件にヴリトラと一旦は和睦した。その後、ヴリトラの元に美しいアプサラスのラムバーを送り込み、バラモンでもあったヴリトラがスラー酒を飲むように仕向けた。ヴリトラが飲酒で失神したところを不意打ちして勝利したが、インドラはバラモンを殺した罪を負うこととなった。

## ゾロアスター教のインドラ
インドではデーヴァが善でアスラが悪だが、イランではデーヴァに対応するダエーワが悪で、アスラに対応するアフラ・マズダーが善と入れ替わっている。ゆえに、インドのデーヴァと同じ起源の超自然的存在が悪魔として登場しており、インドラも魔王の一人となっている。ゾロアスター教ではインドラは虚偽の悪魔であり、正義と真実の霊アシャ・ワヒシュタと対立する。
「ヴェンディダード」の7大魔王
- アカ・マナフ
- ドゥルジ
- サウルワ
- タローマティ
- タウルウィー
- ザイリチャー
- アンラ・マンユ

あるいは
- ナース（ドゥルジ・ナース）
- インドラ
- サウルワ
- ノーンハスヤ
- タウルウィー
- ザイリチャー
- アンリ・マンユ

その他、アエーシュマ、アカタシュ、ワルニヤを指す。「ブンダヒシュン」ではアフレマンが、
- アコマン（アカ・マナフ）
- アンダル（インドラ）
- ソウァル（サウルワ）
- ナカヘド（ノーンハスヤ）
- タイレウ（タウルウィー）
- ザイリク（ザイリチャー）

を創造したとしている。オフルマズドのアムシャ・スプンタに神性が対応しており敗れることになっている。ここではインドラは、文字通り帝釈天のインドラ、サウルワはルドラ神の異称シャルヴァ、ノーンハスヤはナーサティヤのことである。悪魔アンダルとはインドラの別名である。

## 仏教のインドラ
インドラは仏教に取り込まれて、仏教の守護神である天部の一尊である帝釈天となった。帝釈天の名はインドラの梵語名「śakro devānām indraḥ」の「indra」を「帝」と意訳し、「śakra」を「釈」と音訳し、後部に「天」を加えたもの。梵天と並ぶ仏教の二大護法善神とされる。武器である「金剛杵」を手に持ち雷を操る。金剛杵は、密教やチベット仏教における重要な法具として用いられる。

## 朝鮮神話のインドラ
朝鮮神話（檀君神話）においては、天神「桓因」と書かれる。これは、「śakro devānām indraḥ」の音写である「釈迦提桓因陀羅」を略して「釋提桓因」、さらに略して「桓因」としたものである。

## その他

### インドラの弓
サンスクリット語で、虹のことをindradhanus（インドラの弓）という。